# Ascorhynchus compactus
Ascorhynchus compactus is een zeespin uit de familie Ascorhynchidae. De soort behoort tot het geslacht Ascorhynchus. Ascorhynchus compactus werd in 1963 voor het eerst wetenschappelijk beschreven door Clark. 